# Ampulex fulgens
Ampulex fulgens là một loài côn trùng cánh màng trong họ Ampulicidae, thuộc chi Ampulex. Loài này được de Beaumont miêu tả khoa học đầu tiên năm 1970.